# Abryna obscura
Abryna obscura är en skalbaggsart som beskrevs av Schwarzer 1925. Abryna obscura ingår i släktet Abryna och familjen långhorningar.
Artens utbredningsområde är Taiwan. Inga underarter finns listade i Catalogue of Life.